# Junkers K 53
Bei dem Flugzeug Junkers K 53 von Junkers handelt es sich um die militärische Variante des einmotorigen Tiefdeckers Junkers A 35 von 1926.

## Entwicklung
Die aus dem Junkers-Stammwerk in Dessau nach Schweden gelieferten zivilen A 35 wurde von der AB Flygindustri im Zweigbetrieb Limhamn mit dem Junkers-L-5-Motor aus- und militärisch umgerüstet. Die schwedische Bezeichnung lautete R 53.
Vor dem Pilotensitz wurden zwei Maschinengewehre installiert, während der Beobachtersitz mit einem Zwillings-Maschinengewehr in einem Drehkranz mit Winddruckring ausgerüstet wurde. Primäre Einsatzrolle war die bewaffnete Aufklärung und Erdkampfunterstützung. Es bestand auch die Möglichkeit, die K 53 als leichtes Jagdflugzeug einzusetzen. Das Flugzeug konnte außer mit einem konventionellen Radfahrwerk (K 53L für Land) auch mit Skiern oder Schwimmern (K 53W für Wasser) verwendet werden.
Von diesem Typ wurden von 1925 bis 1928 64 in die Türkei, 1926 20 Stück in die Sowjetunion und 21 Stück nach China geliefert.

## Technische Daten
| Kenngröße             | Daten (K 53L)                                                                | Daten (K 53W)                                                                |
| --------------------- | ---------------------------------------------------------------------------- | ---------------------------------------------------------------------------- |
| Besatzung             | 2                                                                            | 2                                                                            |
| Spannweite            | 15,95 m                                                                      | 15,95 m                                                                      |
| Länge                 | 8,20 m                                                                       | 9,20 m                                                                       |
| Höhe                  | 3,50 m                                                                       | 3,90 m                                                                       |
| Flügelfläche          | 29,80 m²                                                                     | 29,75 m²                                                                     |
| Flügelstreckung       | 8,53                                                                         | 8,55                                                                         |
| Flächenbelastung      | 57,00 kg/m²                                                                  | 57,15 kg/m²                                                                  |
| Leistungsbelastung    | 5,50 kg/PS (7,45 kg/kW)                                                      | 5,50 kg/PS (7,45 kg/kW)                                                      |
| Flächenleistung       | 10,40 PS/m² (7,65 kW/m²)                                                     | 10,40 PS/m² (7,65 kW/m²)                                                     |
| Rüstmasse             | 1050 kg                                                                      | 1160 kg                                                                      |
| Nutzlast              | 210 kg                                                                       | 150 kg                                                                       |
| Zuladung              | 650 kg                                                                       | 540 kg                                                                       |
| Startmasse            | 1700 kg                                                                      | 1700 kg                                                                      |
| Antrieb               | ein wassergekühlter Sechszylinder-Reihenmotor Junkers L 5                    | ein wassergekühlter Sechszylinder-Reihenmotor Junkers L 5                    |
| Nennleistung          | 310 PS (228 kW) bei 1400/min am Boden                                        | 310 PS (228 kW) bei 1400/min am Boden                                        |
| Kraftstoffvorrat      | 250 kg                                                                       | 210 kg                                                                       |
| Höchstgeschwindigkeit | 200 km/h in Bodennähe                                                        | 180 km/h in Bodennähe                                                        |
| Marschgeschwindigkeit | 165 km/h in Bodennähe                                                        | 160 km/h in Bodennähe                                                        |
| Landegeschwindigkeit  | 105 km/h                                                                     | 105 km/h                                                                     |
| Steiggeschwindigkeit  | 3,50 m/s                                                                     | 3,50 m/s                                                                     |
| Steigzeit             | 4,80 min auf 1000 m Höhe 10,00 min auf 2000 m Höhe 17,00 min auf 3000 m Höhe | 4,80 min auf 1000 m Höhe 10,00 min auf 2000 m Höhe 17,00 min auf 3000 m Höhe |
| Dienstgipfelhöhe      | 5000 m                                                                       | 5000 m                                                                       |
| Reichweite            | 825 km                                                                       | 600 km                                                                       |
| max. Flugdauer        | 5,00 h                                                                       | 4,00 h                                                                       |
| Bewaffnung            | zwei starre, zwei bewegliche MG (insgesamt 1200 Schuss)                      | zwei starre, zwei bewegliche MG (insgesamt 1200 Schuss)                      |